# Josep Bages Oliva
Josep Bages Oliva (Reus, segle xviii - Barcelona, 1838) va ser un advocat i polític català.
Se'n sap poc de la seva infància. El seu oncle, Josep Casas Soler, va ser mestre organista al Monestir d'El Escorial, i el seu germà Jaume Bages Oliva va ser notari a Reus i membre de l'ajuntament el 1822.
Va estudiar dret civil i eclesiàstic, i era doctor en les dues disciplines. El 1807 formava part de la Junta del Canal de Reus a Salou, que vetllava per la construcció d'un canal per exportar mercaderies des del port d'aquella vila. Va ser alcalde de Reus el 1811, nomenat per l'autoritat francesa, el Baró de Lacuée, intendent general de l'armada a l'Aragó. No va voler exercir d'alcalde i delegà les funcions en el primer regidor Sebastià Torroja Rabassa. Va exercir d'advocat a Reus i a Barcelona, on es traslladà després de la guerra del francès, el 1814. Participà activament en la temptativa d'insurrecció de Lacy el 1817, actuà a Reus a favor de la proclamació de la Constitució de 1812 juntament amb Marià Fonts, que després seria alcalde, i va ser diputat a Corts per a la segona legislatura del Trienni liberal (1822-1823). Durant el seu mandat com a diputat va fer costat als exaltats i participà en les comissions de la memòria del Secretari de Governació, en la de l'estat polític de Catalunya i en la del codi penal. Va demanar a les Corts recursos per a continuar les obres públiques del camí de Reus a Salou, ja que considerava, com a constitucional, que la misèria era la causa principal de l'enrolament a les files reialistes organitzades pels absolutistes. Va defensar les tertúlies patriòtiques i va transmetre a les Corts la felicitació de la Tertúlia Patriòtica de Reus. Era considerat un fervent constitucionalista. Quan van entrar els Cent Mil Fills de Sant Lluís, es va exiliar a Gibraltar i després a Perpinyà. Tornà a Barcelona cap al 1828, on, després del decret d'amnistia de Maria Cristina, va ser jutge de primera instància el 1835. Imputat pel Baró de Meer en fets revolucionaris, que potser es podrien atribuir al seu fill Joaquim Bages Querol, en va ser finalment exculpat, però va morir el 1838.
Una de les seves aficions era el joc de cartes, i va publicar Tino para jugar al tresillo, o inquisición de lo más probable en las contingencias de este juego, con un apéndice de reglas y leyes penales para aficionados. Barcelona: por la Viuda de D. Agustín Roca, 1830, obra que Josep Olesti considera de contingut polític, segurament perquè no la va veure, ja que són tàctiques del joc.